# William Satch
William Satch, né le 9 juin 1989 à Oxford, est un rameur d'aviron britannique.

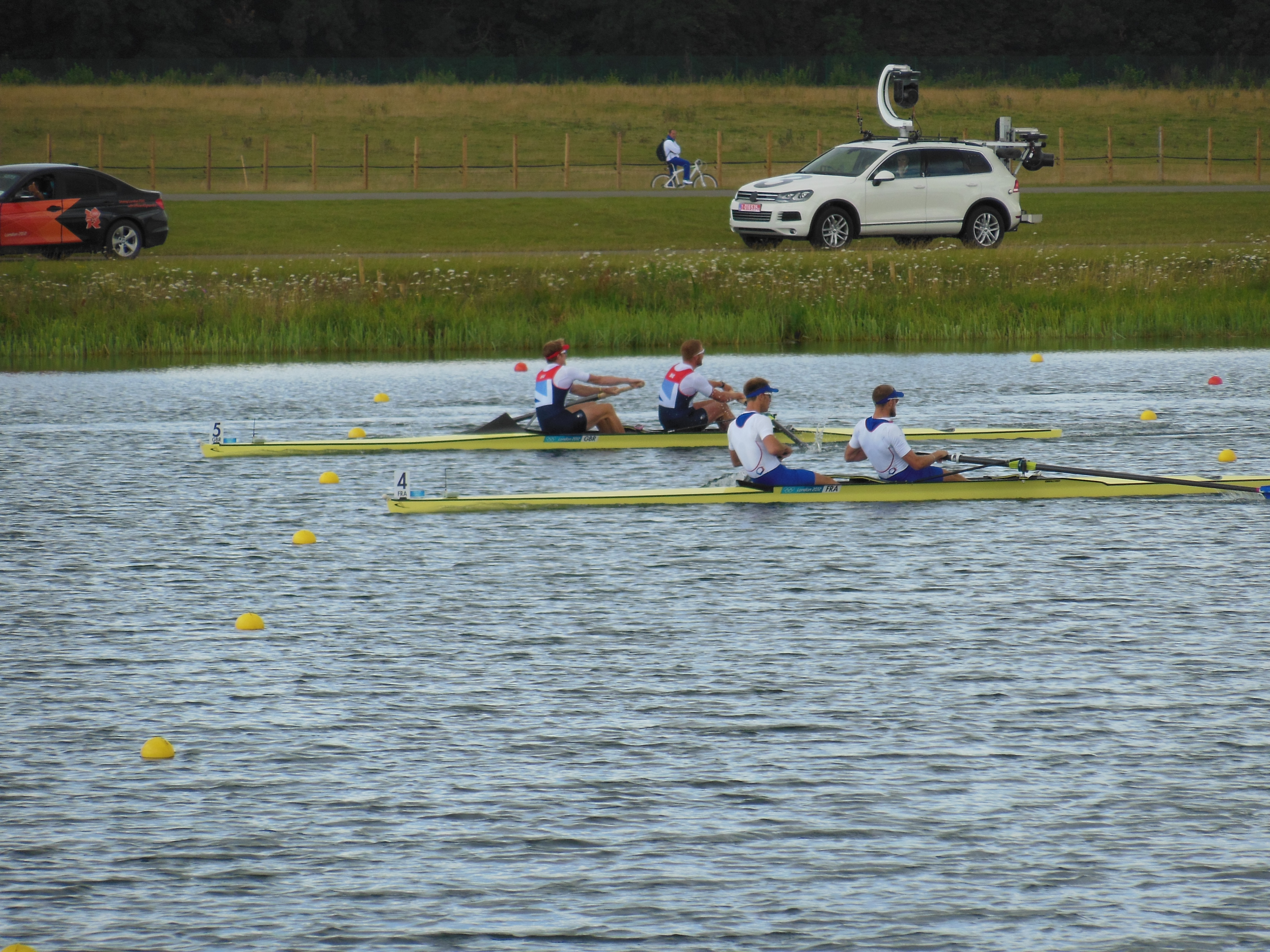
Rowing the final (left boat) of the men's coxless pair at the 2012 Summer Olympics.

## Palmarès

### Jeux olympiques
- 2012 à Londres,  Royaume-Uni
  -  Médaille de bronze en deux sans barreur